# Maximilian Friedrich Weyhe

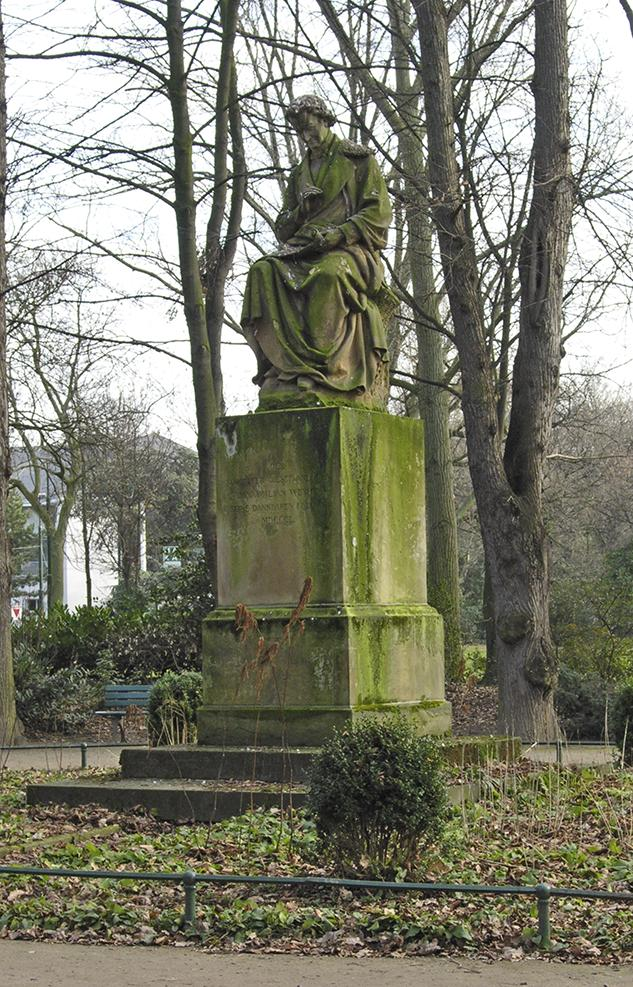
Monument Weyhe dans le jardin de Cour de Düsseldorf

Maximilian Friedrich Weyhe, dit Max Weyhe (né le 15 février 1775 à Bonn, électorat de Cologne et mort le 25 octobre 1846 à Düsseldorf, province de Rhénanie) est un architecte de jardin classique prussien.

## Biographie
Maximilian Friedrich Weyhe grandit à Poppelsdorf près de Bonn et Brühl, est élevé par son oncle Peter Joseph Lenné l'Ancien (père de Peter Joseph Lenné) et suit une formation de compagnon jardinier à Bonn de 1789 à 1792. Après des études à Munich et Vienne (chez Franz Boos) et plusieurs voyages à l'étranger (notamment en Angleterre), il est jardinier botanique et professeur de botanique à l'École centrale du département de la Roer au Jardin botanique de Cologne (de) de 1801 à 1803, s'installe à Cologne en 1804, se rend à Düsseldorf (de) comme jardinier de la cour et vit dans la maison du jardinier de la cour. En 1826, il est nommé inspecteur royal de l'horticulture et en 1833, directeur du jardin royal. Il y reste employé jusqu'à sa mort.

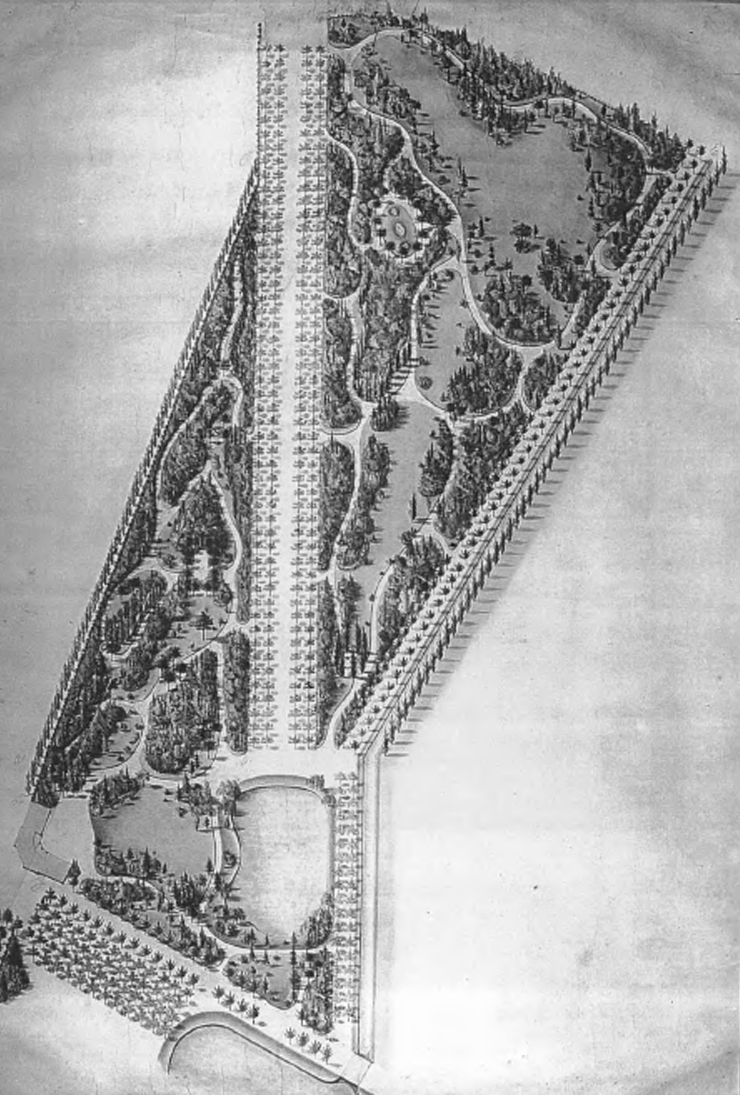
Maximilian Friedrich Weyhe, plan du Jardin de cour à Düsseldorf 1804

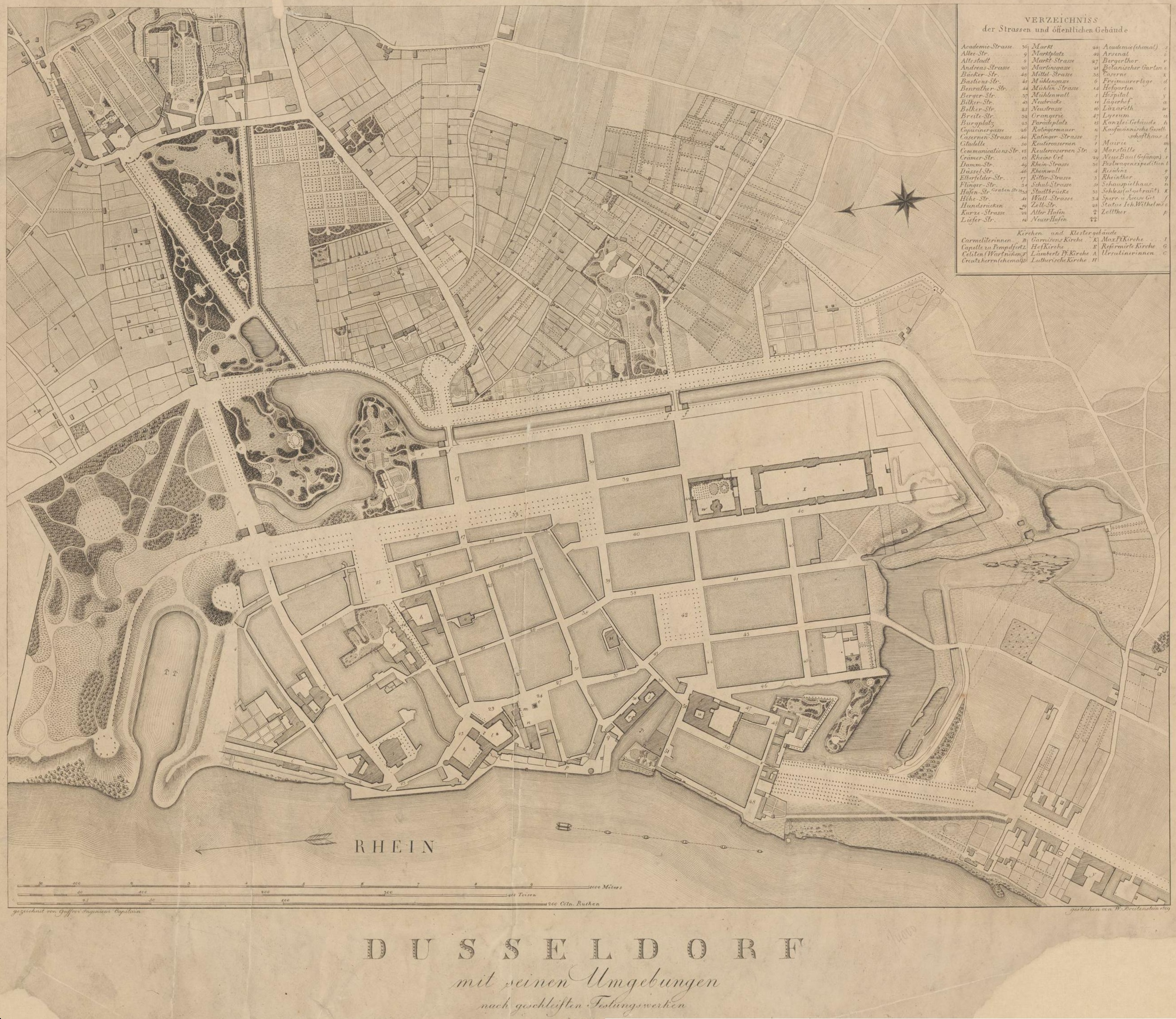
Plan de la ville de Düsseldorf 1809 : Refonte des anciennes fortifications de la ville de Düsseldorf en un système de parcs, de promenades et d'espaces verts développé par Maximilian Friedrich Weyhe

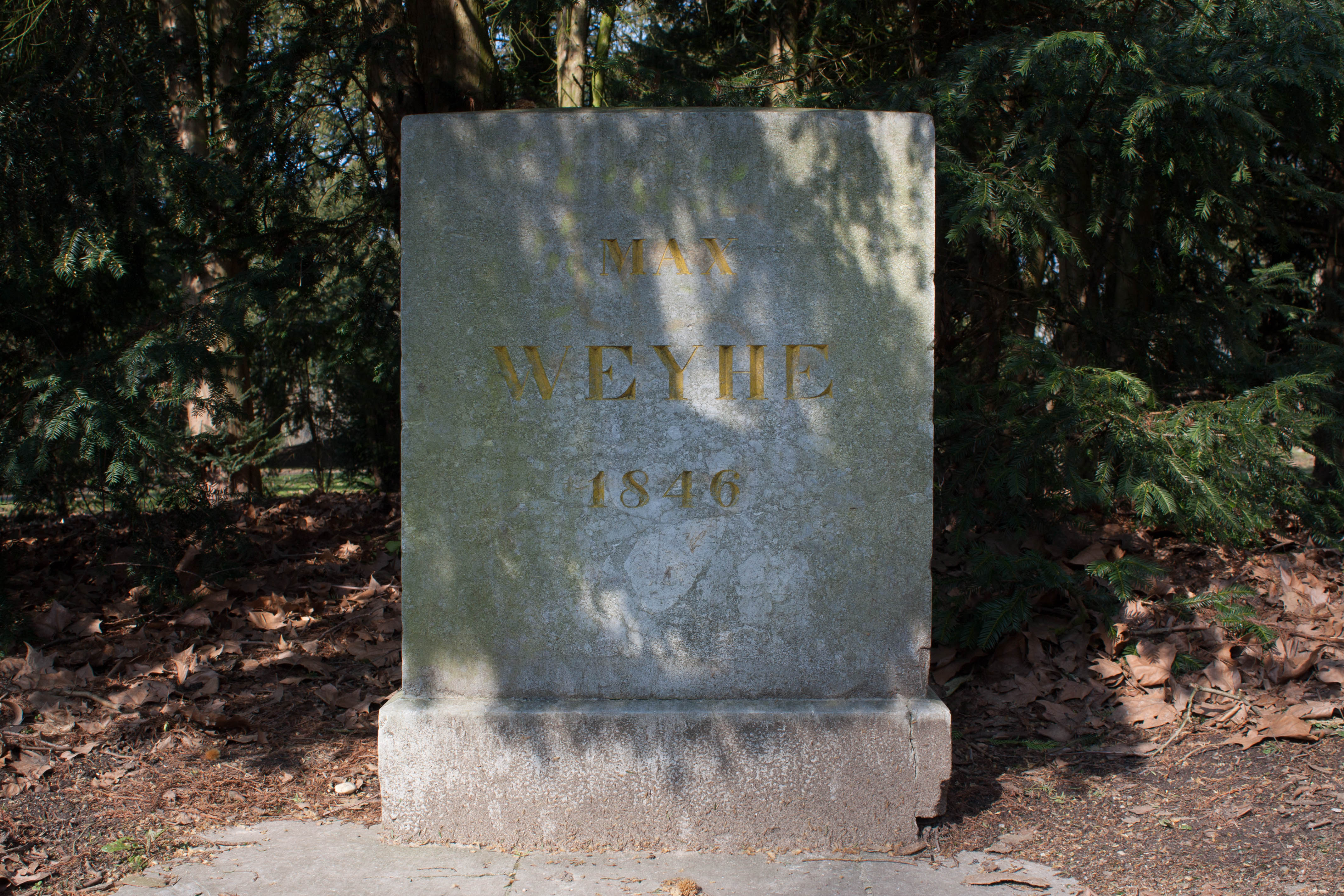
Pierre commémorative dans le parc du château d'Eller en l'honneur de Maximilian Friedrich Weyhe

De nombreux jardins en Rhénanie portent sa signature. Düsseldorf lui doit le système de parcs et de promenades sur le site des anciennes fortifications de la ville qui caractérise encore aujourd'hui le paysage urbain, notamment la création et l'agrandissement du jardin de Cour (de) électoral. Weyhe est l'un des architectes de jardins qui appliquent le nouveau style de jardin anglais. Dans ces parcs paysagers, l’objectif est de créer une sorte de nature idéalisée grâce à laquelle les parcs s’intègrent le plus avantageusement possible dans le paysage. Au total, Weyhe planifie probablement plus de 100 jardins ou a eu une influence sur leur conception.
Weyhe n'écrit aucun traité sur la théorie des jardins, mais est très compétent en botanique et à partir de 1821, lui et d'autres auteurs publient les Plantae officinales, une série de livres sur les plantes médicinales (elle est ensuite continuée et complétée par Theodor Friedrich Ludwig Nees von Esenbeck). Il s'agit de la première publication illustrée lithographiquement sur les plantes médicinales.
En 1804, Weyhe se marie avec Wilhelmine Sophie Esch (1780-1846), qui donne naissance à trois fils et six filles. Le fils aîné, Joseph Clemens Weyhe (de) (1807-1871), lui succède à la direction de l'horticulture.
Le 26 janvier 1818, le roi de Prusse Frédéric-Guillaume III décerne à Weyhe l'ordre de l'Aigle rouge de 3e classe au ruban blanc et orange. En 1824, il est nommé conseiller municipal
Weyhe décède peu après la mort de sa femme le 25 octobre 1846 et est enterré au cimetière de Golzheim, qu'il agrandit et améliore en 1816. Quelques années plus tard, un monument, œuvre du sculpteur de Cologne Karl Hoffmann (1816-1872), est érigé en son honneur dans le Jardin de Cour.

## Œuvres (sélection)
- Düsseldorf : Un total de 25 jardins, dont la restauration et l'agrandissement du Jardin de Cour (de 1804 à 1835), conservés presque inchangés (un monument (de) est ensuite érigé en son honneur dans le parc), les systèmes de Schwanenspiegel (de), fossé de Spee (de), Königsallee, la Heinrich-Heine-Allee, le parc du château d'Heltorf (de) et le parc du château d'Eller (de), dans lesquels se trouve une pierre commémorative pour lui. En outre, le réaménagement paysager du parc du château de Kalkum, dans le parc du château de Benrath (1841), le réaménagement et l'agrandissement du cimetière de Golzheim (1816 ; Weyhe y est également enterré) et sa dernière œuvre inachevée, le parc du château de Mickeln (de) à Düsseldorf-Himmelgeist (à partir de 1843).
- Meerbusch-Büderich : Parc du manoir de Meer (de) (avec son fils Joseph Clemens Weyhe)
- Erkrath : Parc du manoir d'Unterbach (de).
- Königswinter-Dollendorf : Parc de l'abbaye de Heisterbach, 1827 (seuls vestiges conservés)
- Ratingen : Parc pour Johann Gottfried Brügelmann (de) devant l'usine textile de Cromford (de).
- Aix-la-Chapelle : Lousberganlagen (de), à partir de 1807
- Parc du château de Moers (de), vers 1836
- Château d'Anholt (de) : refonte paysagère de certaines parties de la zone, en collaboration avec Edward Milner (de).
- Krefeld : l'influence de Weyhe, responsable d'un certain nombre de ces jardins et parcs, est clairement visible dans de nombreuses installations qui sont transférées de la propriété de l'État à la propriété des industriels : les parcs du château de Linn (de), du château de Greiffenhorst (de) et ceux des manoirs de Schönhausen, Solbrüggen (de) et Neuenhofen .
- Enghien : Parc du château du duc d'Arenberg
- Dortmund : Parc Romberg (de)
- Jüchen : impliqué dans la refonte paysagère du parc du château de Dyck
- Clèves : aménagement paysager du jardin forestier de la Tiergartenstrasse, plan 1821, exécution 1822
- Château de Nordkirchen : remaniement paysager du jardin nord et de l'île du château, de 1833/35 à 1840
- Bad Homburg vor der Höhe : jardin thermal derrière la maison thermale, 1843. À partir de 1852, nouvelle planification par Lenné, le cousin de Weyhe.
- Cologne : plan de plantation du cimetière de Melaten, 1826 (on ne sait pas s'il est mis en œuvre)
- Cologne : Parc (de) du château de Stammheim (de) à Stammheim près de Cologne (commandé vers 1828 par le baron Franz Egon zu Fürstenberg-Stammheim)
- Cobourg : Parc du château de Rosenau
- Lindau-Schachen au bord du lac de Constance : parc de la Villa Lindenhof (de) pour le banquier privé Friedrich Gruber, milieu du XIXe siècle.
- Parc de Loburg (de) à Ostbevern
- Plan des parcs autour du château d'Altena
- Burgsteinfurt : probablement influence sur les jardins paysagers de Bagno (de) (correspondance)
- Brenken : probablement influence sur les jardins paysagers du château d'Erpernburg (de) (correspondance)
- Château de Velen (de) : remaniement paysager du parc du château de 1816

## Publications
- Plantæ medicinales oder Sammlung offizineller Pflanzen mit lithographischen Abbildungen von Aimé Constant Fidèle Henry (de) (1801–1875) et Beschreibungen von M. F. Weyhe, J. W. Wolter, P. W. Funke, Fortgesetzt von Nees von Esenbeck, Arnz & Comp. (de), Düsseldorf, 1828. Digitalisierte Ausgabe der Bibliothèque universitaire et d'État de Düsseldorf
- Plantae officinales oder Sammlung officineller Pflanzen. Mit 552 kolorierten Lithographien de A. Henry, Beschreibungen von M. F. Weyhe, J. W. Wolter und P. W. Funke. Fortgesetzt (ab 1823) de Th. Fr. L. Nees v. Esenbeck. 4 Bände. Tafelbände unter dem Titel: Plantae medicinales oder Sammlung offizineller Pflanzen. Lithographischen Anstalt Arnz, Düsseldorf (1821-)1833.